# دوربین استریو

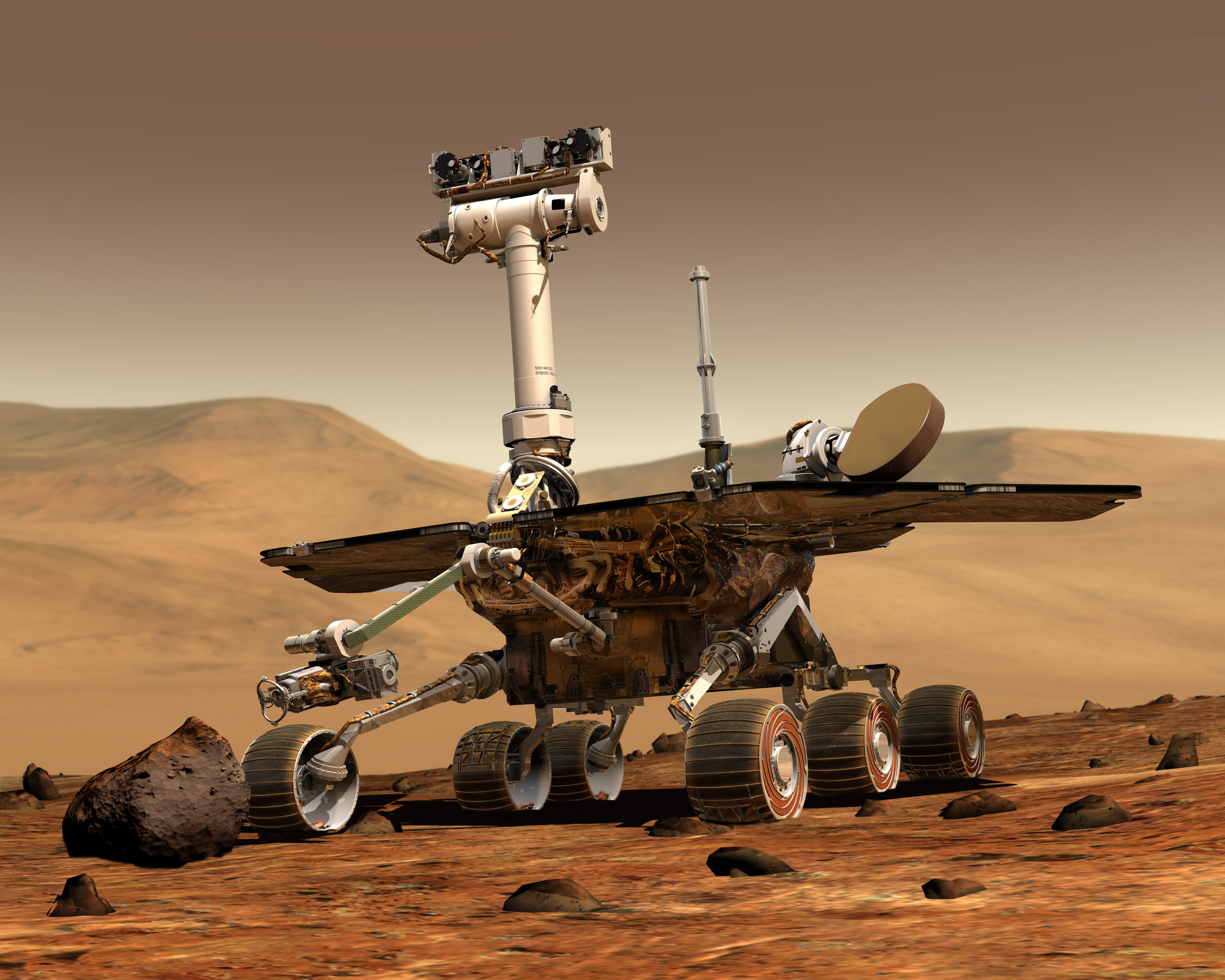
تصویر هنری از مریخ‌نورد اکتشاف، نمونه‌ای از یک وسیله‌نقلیه بدون سرنشین زمینی. توجه کنید که دوربین‌های استریو در بالای مریخ‌نورد نصب شده‌اند.

رویکرد دوربین‌های استریو روشی است برای تقطیر سیگنال ویدیویی برسر و صدا به یک مجموعه داده منسجم که یک کامپیوتر می‌تواند شروع به پردازش در اشیاء نمادین قابل اجرا یا انحنا کند. دوربین‌های استریو یکی از رویکردهای بسیاری است که در زمینه‌های وسیع تر بینایی رایانه و بینایی دستگاه مورد استفاده قرار می‌گیرد.

## اندازه‌گیری
در این روش، دو دوربین با یک رابطه نگهدارنده شناخته شده (یعنی یک میدان دید مشترک که دوربینها می‌توانند ببینند و نقاط کانونی آنها تا چه حد در فضای فیزیکی قرار دارند) از طریق نرم‌افزار ارتباط دارند. با پیدا کردن نقشه‌هایی از اندازه پیکسل معمولی و محاسبه فاصله بین این مناطق مشترک در فضای پیکسل، می‌توان یک نقشه با عمق خشن ایجاد کرد. این بسیار شبیه به نحوه استفاده مغز انسان از اطلاعات استریوسکوپی از چشم برای به دست آوردن اطلاعات عمیق و نشانه گذاری است، یعنی اینکه هر یک از این موارد در صحنه از بیننده تا چه حد فاصله دارد.

## ویژگی‌های دوربین ب موارد زیر دسته‌بندی می‌شود
فاصله کانونی و فاصله از یکدیگر و کالیبراسیون انجام شود. پس از اتمام این کار، سیستم‌ها می‌توانند برای مثلثی از فاصله اشیاء استفاده کنند. یافتن همان نقطه فیزیکی مفرد در دو تصویر چپ و راست به عنوان مشکل مکاتبات شناخته می‌شود. درست یافتن نقطه به کامپیوتر این امکان را می‌دهد تا فاصله ای که روبات یا دوربین از جسم دارد را محاسبه کند. در دوربین BH2 Lunar Rover از پنج مرحله استفاده می‌شود: یک فیلتر آرایه بایر، الگوریتم تطابق متراکم فتومتریک، یک الگوریتم تشخیص لبه Gaussian (LoG)، یک الگوریتم تطبیق استریو و در نهایت محدودیت منحصر به فرد.